# Villain of the Story
Villain of the Story is een Amerikaanse metalcoreband afkomstig uit Minneapolis, Minnesota. De band werd opgericht in 2013 door Sam Fassler, Andrew Bart, Christian Grey, Logan Bartholomew en Cody Pauly.

## Discografie
Albums
- 2017 - Wrapped in Veins, Covered in Thorns
- 2018 - Ashes

Ep's
- 2015 - The Prologue